# Firmiliano de Cesareia
Firmiliano (em grego:  Φιρμιλιανός, em latim: Firmilianus; século III, Capadócia - c. 269, Tarso), bispo de Cesareia de c.  232, foi discípulo de Orígenes. Ele tinha uma reputação contemporânea comparável à de Dionísio de Alexandria ou de Cipriano, bispo de Cartago. Ele participou ativamente nas controvérsias de meados do século III sobre o rebatismo de hereges e a readmissão de cristãos decaídos após as perseguições de Décio e foi excomungado pelo Papa Estêvão I por sua posição. Uma única carta de Firmiliano para Cipriano sobreviveu entre a correspondência de Cipriano. Jerônimo omite Firmiliano de De viris illustribus. "Para seus contemporâneos, seus quarenta anos de episcopado influente, sua amizade com Orígenes e Dionísio, o apelo de Cipriano a ele e sua censura a Estêvão podem muito bem fazê-lo parecer a figura mais notável de seu tempo".